# Preseka Petrovska
Preseka Petrovska – wieś w Chorwacji, w żupanii krapińsko-zagorskiej, w gminie Petrovsko. W 2011 roku liczyła 276 mieszkańców.